# Pirogen
Pirogen – substancja wywołująca gorączkę. Substancje pirogenne oddziałują na ośrodek termoregulacyjny, który znajduje się w podwzgórzu i przestawiają biologiczny wzorzec temperatury ciała tzw. set point na wyższy poziom.

## Pirogeny egzogenne
Wyróżniamy pirogeny egzogenne i endogenne. Najlepiej znanym pirogenem egzogennym jest endotoksyna bakterii Gram-ujemnych (lipopolisacharyd). Wspólną cechą wszystkich pirogenów egzogennych jest to, że mają one na tyle dużą cząsteczkę, że nie mogą przenikać przez barierę krew-mózg. Pod ich wpływem dochodzi do uwolnienia pirogenów endogennych, endotoksyna wywołuje więc wzrost temperatury ciała działając pośrednio. Pirogeny wprowadzone do krwiobiegu powodują, poza gorączką, dreszcze, bóle głowy, zaburzenia oddychania, leukopenię i leukocytozę. W związku z tym leki do wstrzyknięć (podawane w objętości powyżej 15 ml) muszą być wolne od pirogenów, czyli apirogenne.
Pirogeny egzogenne są ciepłotrwałe (termostabilne) w zwykłych warunkach wyjaławiania w autoklawie (nasyconą parą wodną w temperaturze 121 °C, nadciśnieniu 101,4 kPa atm.) można je zniszczyć dopiero po 6-7 h. Zwykły czas takiego zabiegu wynosi 20 minut. Są wrażliwe na działanie takich substancji utleniających jak: KMnO4, H2O2, podchlorynu sodu, mocnych kwasów i zasad.

## Pirogeny endogenne
Do pirogenów endogennych, które odgrywają największą rolę w procesie gorączkotwórczym należą interleukiny: Il-1β, IL-6 oraz TNF-α (czynnik martwicy nowotworu). Są to substancje uwalniane do krwi w sytuacji zagrożenia organizmu – po dostaniu się do niego bakterii i innych patogenów, a także po uszkodzeniu komórek ciała. Przenikają do OUN, gdzie bezpośrednio wpływają na ośrodek termoregulacji w podwzgórzu, wywołując podniesienie temperatury organizmu.

## Badanie pirogenności
Leki pozajelitowe podlegają kontroli pirogenności. Badanie przeprowadza się jedną z dwóch metod:

### Metoda biologiczna
Polega na wstrzyknięciu badanego roztworu do żyły brzeżnej ucha trzech, wyselekcjonowanych królików, w ilości 0,5-10 ml/kg masy ciała, w czasie 4 min. Następnie mierzy się temperaturę ciała zwierząt. Należy zacząć mierzyć temperaturę ciała królików co najmniej 90 minut przed podaniem roztworu badanego (w celu ustalenia temperatury początkowej) i kontynuować pomiary w odstępach 30-minutowych przez minimum 3 h po podaniu (aby ustalić temperaturę maksymalną). Różnica między temperaturą początkową a maksymalną stanowi reakcję królika. Badany roztwór określa się jako wolny od pirogenów jeśli suma maksymalnych przyrostów temperatur nie przekracza 1,15 °C, a gdy przekracza 2,65 °C, produkt nie spełnia wymagań. Kiedy wyniki znajdują się pomiędzy tymi wartościami, test przeprowadza się dla kolejnej grupy 3 królików i oblicza sumę zmiany temperatury dla wszystkich 6 królików.
Wyniki ocenia się analogicznie, w razie konieczności powtarzając test dla następnych 3 królików. Przeprowadza się maksymalnie 4 serie badań, a ostatnia z nich daje wynik ostateczny.
| Liczba królików | Produkt spełnia wymagania badania, jeżeli suma przyrostów temp. nie przekracza | Produkt nie spełnia wymagania badania, jeżeli suma przyrostów temp. przekracza |
| --------------- | ------------------------------------------------------------------------------ | ------------------------------------------------------------------------------ |
| 3               | 1,15 °C                                                                        | 2,65 °C                                                                        |
| 6               | 2,80 °C                                                                        | 4,30 °C                                                                        |
| 9               | 4,45 °C                                                                        | 5,95 °C                                                                        |
| 12              | 6,60 °C                                                                        | 6,60 °C                                                                        |

### Test LAL (Limulus Amebocyte Lysate)
Krew skrzypłoczy ma specyficzną właściwość reagowania na endotoksyny produkowane przez bakterie Gram-ujemne: w kontakcie z nimi natychmiast wytwarza widoczne gołym okiem jako osad "agregaty obronne", będące wynikiem krzepnięcia hemofiliny, otaczające drobnoustroje i natychmiast je niszczące. Dzięki temu w ciągu kilku sekund od nałożenia wypreparowanych amebocytów (elementu morfotycznego krwi skrzypłoczy) jest wiadomo, czy badana powierzchnia lub roztwór są pirogenne lub zainfekowane bakteriami oraz jak dużo jest tych bakterii.
Mechanizm krzepnięcia lizatu podobny jest do krzepnięcia krwi ssaków. Endotoksyna aktywuje enzym krzepnięcia, który reaguje z koagulogenem wytwarzając koagulinę – spolimeryzowane białko w postaci żelu.
Stosowane są różne wersje tego testu:
- Metoda żel-skrzep – w próbach zawierających endotoksyny bakteryjne uzyskuje się trwały skrzep
- Metoda zmętnieniowa – stosuje się odpowiednie stężenie koagulożelu, tak, aby powstało wyłącznie zmętnienie, jest to metoda ilościowego badania endotoksyn, gdyż stopień zmętnienia jest proporcjonalny do zawartości endotoksyny w badanej próbce
- Metoda kolorymetryczna – po wywołaniu zmętnienia odwirowuje się precypitat i oznacza w nim białko; zawartość białka jest proporcjonalna do stężenia endotoksyny
- Metoda chromogenna – koagulogen jest zastąpiony częściowo lub w całości przez syntetyczny peptyd zawierający chromofor; natężenie barwy jest wprost proporcjonalne do stężenia endotoksyny.

Przed wykonaniem oznaczenia należy sprawdzić czułość lizatu gwarantowaną przez producenta, czy używany sprzęt nie absorbuje endotoksyn oraz czynniki interferujące.
Do oznaczeń używa się następujących odczynników:
- wzorzec endotoksyny mianowany w jednostkach międzynarodowych – rozpuszcza się go w wodzie LAL, otrzymując w ten sposób roztwór macierzysty, z którego sporządza się roztwory do oznaczeń
- lizat amebocytów – przygotowany bezpośrednio przed użyciem
- woda LAL – woda do wstrzykiwań, która daje wynik ujemny w oznaczeniu endotoksyn, otrzymywana przez trzykrotną destylację w układzie zamkniętym
- 0,1 mol/l r.HCl i 0,1 mol/l r. NaOH

| Droga podania               | Limit [ IU/kg mc. na h] |
| --------------------------- | ----------------------- |
| dożylna                     | 5,0                     |
| dożylna (radiofarmaceutyki) | 2,5                     |
| dordzeniowa                 | 0,2                     |

Testy z użyciem lizatu amebocytów są sporządzane przemysłowo. Oznaczanie pirogenności jest wygodne i szybkie, dlatego jest stosowane w przemyśle farmaceutycznym do rutynowej kontroli jakości leków parenteralnych. Metoda ta jest poza tym 100 razy czulsza od biologicznej. Pozwala jednak wykryć w badanym roztworze wyłącznie pirogeny będące endotoksynami bakteryjnymi.